# サッパボイラ
株式会社サッパボイラ (Sappa Iron Works, Ltd.) は、大阪市北区に本社を置く、ボイラーやごみ焼却装置などの設計・製作・据付を行っている会社である。
近年の日本では数少ない、蒸気機関車のボイラーのメンテナンスを引き受けている会社である。
会社名のサッパは創業者の苗字・颯波（さっぱ）から来ている。
関連事業として、モータープール事業、マンション事業を行っている。

## 沿革
創業者の山田曽太郎は大分県中津市出身で、長崎海軍伝習所でボイラーに関する技術を習得して大阪鐵工所（のちの日立造船）に入社した。このときに下宿した家の向かいに颯波家があり、女子ばかりで後を継ぐ人がいないからと請われて婿養子となり、颯波曽太郎となった。1918年（大正7年）4月に個人事業として颯波鐵工所を興し、ボイラーの製造と修理を開始した。このときの代表者は曽太郎の息子の颯波壽とされている。
1923年（大正12年）に合資会社となり、1932年（昭和7年）に合名会社となって、1948年（昭和23年）から株式会社となった。壽の息子の颯波鐵三は、内燃機関の技術者で、台湾に渡って造船所で働いていたが、後を継ぐために1933年（昭和8年）に大阪に戻っている。
1928年（昭和3年）4月に鉄道省大阪鉄道管理局に水管式ボイラーを納入し、以後鉄道省 - 日本国有鉄道（国鉄）との取引が開始された。2010年（平成22年）時点でも、JRグループ関連企業は大きな取引先である。
第二次世界大戦の頃までは、自前での産業用蒸気機関車製造を行い、大阪瓦斯などに納入していた。しかし颯波鐵工所で総数で何両を製作したのかは不明である。東淀川区に三津屋工場を有しており、本社工場でボイラーを製作し、三津屋工場で台枠やシリンダーなどの製作を行っていた。三津屋工場には試運転線も備えられていたという。この三津屋工場は颯波鐵三の個人所有とされていたが、1948年（昭和23年）の株式会社化の際に現物出資の形で正式に颯波鐵工所の工場となっている。
1945年（昭和20年）6月15日に空襲を受けて本社工場は全壊し、また大戦後にも1950年（昭和25年）にジェーン台風により被害を受けている。
第二次世界大戦後は、順調にボイラーの出荷を増やし、日本で初めての炉筒煙管式ボイラーを納入するなどした。さらに枚方市に分工場を構え、従業員は120人に達した。しかし事業を広げ過ぎたところで不況に見舞われ、1965年（昭和40年）4月に会社更生法の適用を申請し、倒産した。同年7月、新会社である株式会社サッパボイラを設立して事業を引き継いだ。
1969年（昭和44年）2月に旧・株式會社颯波鐵工所と株式会社サッパボイラが合併し、現在の会社となっている。この間、1968年（昭和43年）4月に塵芥焼却装置や集塵装置の設計・製造を開始した。
1987年（昭和62年）に、東日本旅客鉄道（JR東日本）からの依頼でC58形蒸気機関車 (C58 363) のボイラーの復元工事を引き受けた。以後、真岡鐵道や西日本旅客鉄道（JR西日本）など、各社動態保存蒸気機関車のボイラーの復元および検査を担当している。
2013年（平成25年）まで、颯波鐵三の息子で、創業者颯波曽太郎の曾孫に当たる颯波基一が代表を務めていたが、さらにその娘の颯波郁子が後を継いで社長に就任している。

## サッパボイラによる蒸気機関車のボイラ修復
サッパボイラ公式サイトによれば、下記の蒸気機関車の修復に携わっている。
- 1987年　C58 363号機（JR東日本→秩父鉄道）
- 1988年　D51 498号機（JR東日本）
- 1989年　義経号
- 1993年　C12 66号機（真岡鐵道）
- 1998年　C11 325号機（真岡鐵道→東武鉄道）
- 1999年　C57 180号機（JR東日本）
- 2011年　C61 20号機（JR東日本）
- 2013年　C58 239号機（JR東日本）
- 2015年　D51 200号機（JR西日本）
- 2019年　C11 123号機（東武鉄道）

## サッパボイラによる蒸気機関車の全般検査施工
サッパボイラによれば、下記蒸気機関車の全般検査施工に携わっている。
- C57 1号機（JR西日本）
- C56 160号機（JR西日本）